# یاسین اوزتکین
یاسین اوزتکین (ترکی استانبولی: Yasin Öztekin؛ زادهٔ ۱۹ مارس ۱۹۸۷) یک بازیکن فوتبال اهل ترکیه است.
از باشگاه‌هایی که در آن بازی کرده‌است می‌توان به گالاتاسرای، باشگاه فوتبال بروسیا دورتموند، گنچلربیرلیغی اسپور و ترابوزان‌اسپور اشاره کرد.
وی همچنین در تیم ملی فوتبال ترکیه بازی کرده است.